# Амар Фатах
Амар Абдірахман Ахмед Фатах (швед. Amar Abdirahman Ahmed Fatah, нар. 19 лютого 2004, Стокгольм, Швеція) — шведський футболіст сомалійського походження, вінгер французького клубу «Труа».
На правах оренди грає в нідерландському «Віллем ІІ».

## Ігрова кар'єра

### Клубна
Амар Фатах є вихованцем столичних клубів «Броммапойкарна» і АІК. В листопаді 2021 року Фатах підписав з АІКом свій перший професійний контракт до кінця 2024 року.
Та вже в серпні 2022 року футболіст перейшов до французького «Труа», підписавши з клубом п'ятирічний контракт. В основі «Труа» Фатах провів лише одну гру у в січні 2023 року відбув в оренду до бельгійського «Ломмеля». В кінці сезону, після завершення першого терміну оренди, Фатах залишився в «Ломмелі» ще на один сезон.
В липні 2024 року Фатах проходив передсезонні збори у США з «Манчестер Сіті». Але майже весь час провів в якості запасного і після цього повернувся до «Труа». А в серпні 2024 року футболіст знову відбув в оренду - до клубу нідерландського Ередивізі «Віллем ІІ».

### Збірна
З 2024 року Амар Фатах виступає за молодіжну збірну Швеції.